# 深裂双盖蕨
深裂双盖蕨（学名：Diplazium metcalfii）也称深裂短肠蕨，为蹄盖蕨科双盖蕨属下的一个种。